# Jakub Nicpoń
Jakub Nicpoń (ur. 6 maja 1998 r. w Policach) – polski niepełnosprawny lekkoatleta specjalizujący się biegach krótkich, mistrz Europy. Występuje w klasyfikacji T13.

## Życiorys
Na początku swojej aktywności sportowej był piłkarzem nożnym. W 2012 roku zdiagnozowano u niego genetyczną chorobę Stargardta, przez którą nie widzi ostrego obrazu. Z tego powodu zrezygnował z piłki nożnej na rzecz lekkoatletyki.
Na mistrzostwach Europy w 2018 roku w Berlinie zdobył złoty medal w biegu na 400 metrów (T13) i srebrny w biegu na 100 metrów (T13).

## Wyniki
| Rok  | Zawody             | Miejscowość | Konkurencja              | Wynik       | Pozycja     |
| ---- | ------------------ | ----------- | ------------------------ | ----------- | ----------- |
| 2016 | Mistrzostwa Europy | Grosseto    | Bieg na 100 metrów (T13) | 11,26       | 6. miejsce  |
| 2016 | Mistrzostwa Europy | Grosseto    | Bieg na 200 metrów (T13) | 22,71       | 4. miejsce  |
| 2016 | Mistrzostwa Europy | Grosseto    | Bieg na 400 metrów (T13) | 52,17       | 5. miejsce  |
| 2017 | Mistrzostwa świata | Londyn      | Bieg na 100 metrów (T13) | 11,30 (el.) | 11. miejsce |
| 2017 | Mistrzostwa świata | Londyn      | Bieg na 200 metrów (T13) | 23,24 (el.) | 9. miejsce  |
| 2018 | Mistrzostwa Europy | Berlin      | Bieg na 100 metrów (T13) | 11,33       | 3. miejsce  |
| 2018 | Mistrzostwa Europy | Berlin      | Bieg na 200 metrów (T13) | 40,03       | 5. miejsce  |
| 2018 | Mistrzostwa Europy | Berlin      | Bieg na 400 metrów (T13) | 52,32       | 1. miejsce  |
| 2019 | Mistrzostwa świata | Dubaj       | Bieg na 100 metrów (T13) | 11,17       | 6. miejsce  |
| 2019 | Mistrzostwa świata | Dubaj       | Bieg na 400 metrów (T13) | 51,44       | 7. miejsce  |